# Luis Buñuel Portolés
Luis Buñuel Portolés (Calanda, 22 de febrer de 1900 - Ciutat de Mèxic, 29 de juliol de 1983) va ser un director cinematogràfic aragonès. La crítica professional l'ha considerat en diverses ocasions com el director més transcendent de la història del cinema a Espanya.

## Biografia

### Infància i joventut

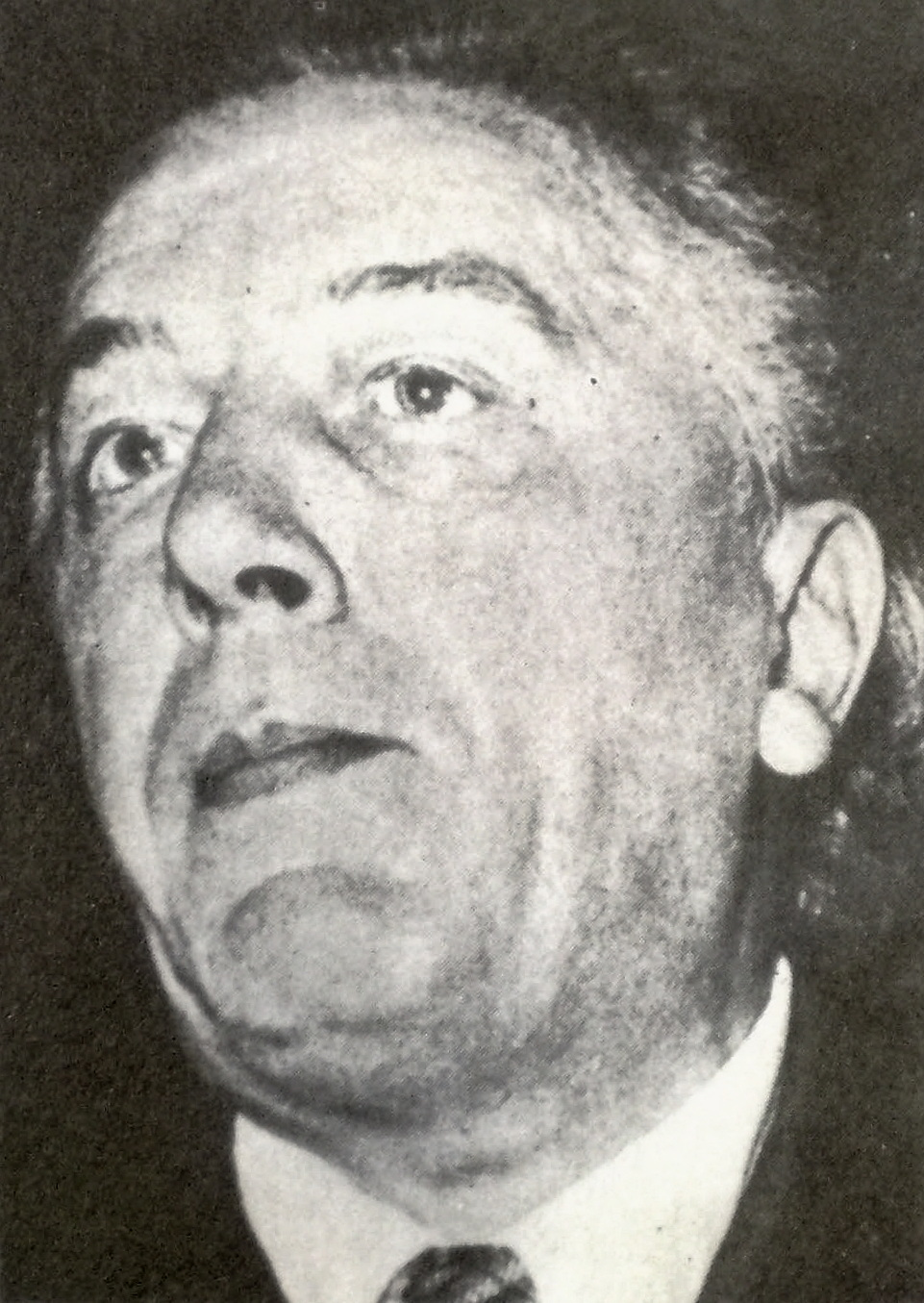
André Breton

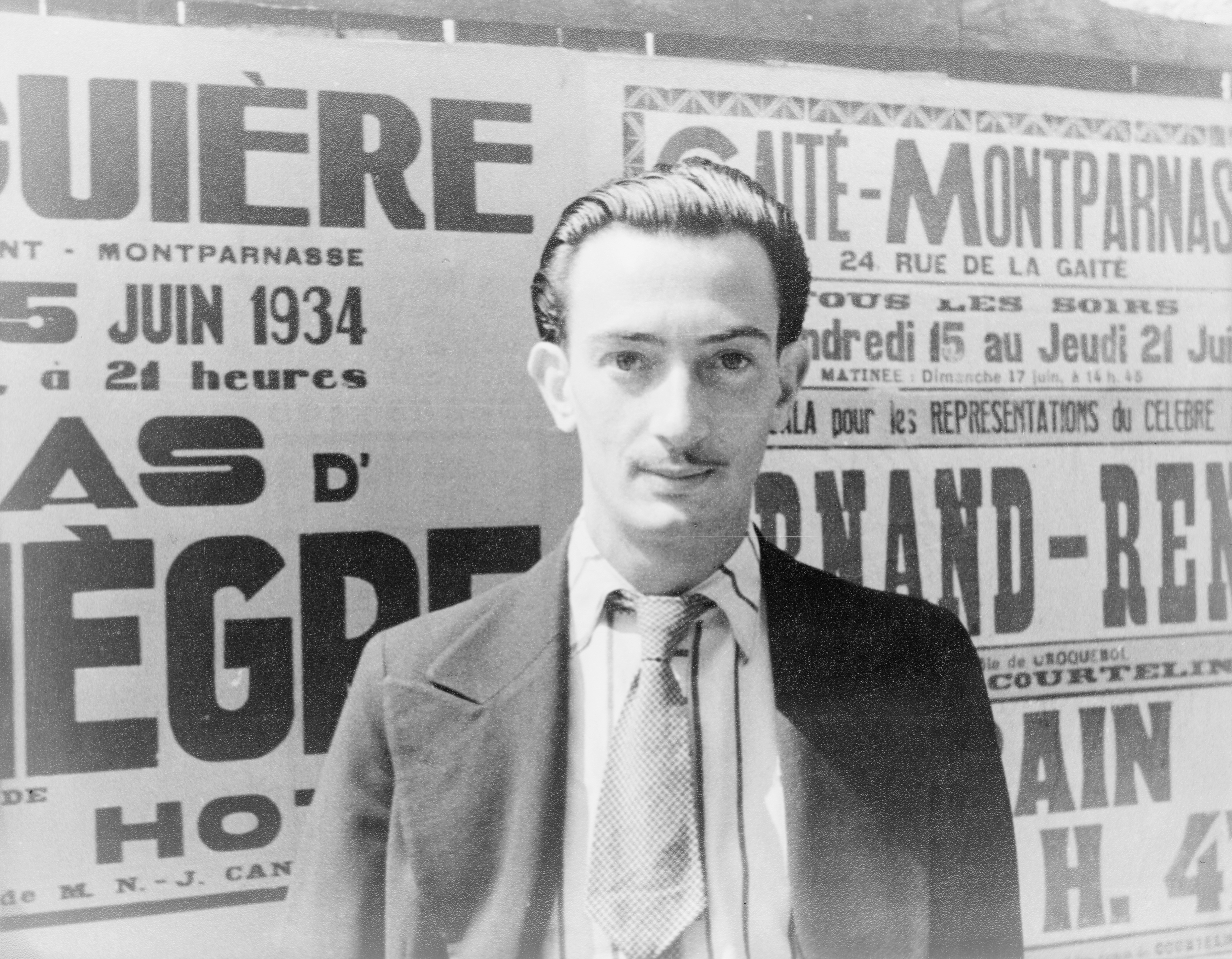
Salvador Dalí, 1934

El seu pare, Leonardo Buñuel González, va prendre part en la Guerra de Cuba contra els EUA i el 1899 va tornar al seu poble, Calanda amb un petit capital aconseguit amb negocis de ferreteria. Leonardo es va casar amb María Portolés Cerezuela, molt més jove que ell, i varen tenir set fills: Luis (1900), María (1901), Alicia (1902), Concepción (1904), Leonardo (1907), Margarita (1912) i Alfonso (1915). Aviat anaren a viure a Saragossa (Aragó), i repartiren les vacances entre Calanda (per setmana santa) i Sant Sebastià (País Basc).
Luis Buñuel era físicament de complexió forta, molt aficionat a fer torcebraços, afició que practicava sempre que podia, fins i tot a una edat avançada. Va practicar la boxa i va ser campió de pesos lleugers amateur de Madrid, on el coneixien com El León de Calanda, malgrat que únicament va disputar dos combats: un que va perdre i l'altre que va guanyar per incompareixença del contrari. Va fundar l'equip d'atletisme de la residència, i solia escalar l'edifici on habitava. De jove també li agradava que els seus amics botessin damunt el seu ventre.
Va fer el batxillerat a Saragossa, amb els jesuïtes, i als 17 anys es va traslladar a Madrid, on va viure a la Residencia de Estudiantes, fundada per la Institución Libre de Enseñanza. Allà hi va conèixer Federico García Lorca, Rafael Alberti, Salvador Dalí, Juan Ramón Jiménez, Pepín Bello i José Maria Hinojosa, entre d'altres. Va conèixer els màxims representants de la Generació del 27 de la qual formà part. També va conèixer les tendències més importants del pensament i de l'art.
Es va interessar per la Galería Dadá, Louis Aragon i André Breton. L'assistència de Luis Buñuel a la conferència que en Louis Aragon va fer a la Residencia de Estudiantes sobre el surrealisme, fou el detonant del seu viatge a París (França), ja que estava interessat en aquest moviment, al qual es va adherir el 1928.
Es casà amb Jeanne Rucar, una actriu i gimnasta francesa, a la qual conegué quan estudiava anatomia a París. Van tenir dos fills, Jean Louis i Rafael. El primer va néixer a París i el segon a Nova York. Parlava bé el francès i l'anglès, que va estudiar a França mentre treballava a la Paramount, i el perfeccionà als Estats Units. Va ser molt amic de la també cineasta d'esquerres Margarita Alexandre.

## Pensament
Als catorze anys van començar els seus dubtes sobre la religió, principalment sobre la resurrecció de la carn, el judici final, l'infern i el diable. Segons ell mateix va dir, era "ateu, gràcies a Déu". Amant del tabac, l'alcohol (per a ell, un bar era un lloc de meditació i recolliment) i dels bordells (encara que deia que un cop casat mai va ser infidel), va voler alliberar-se de les normes i principis de la societat que en herència li havia deixat tot un sistema de prohibicions i repressions. Li agradava la puntualitat, el bon vestir, anar aviat al llit i matinar, i va arribar a tenir una gran col·lecció d'armes. La seva primera pistola la va tenir d'amagat als catorze anys, encara que bastant abans ja jugava amb la del seu pare.
Durant tota la seva vida, Buñuel va ser un rebel, fins a l'últim moment va estar lluitant contra si mateix. El seu interior li dictava unes normes sobre la mort, la fe i el sexe. que la seva consciència no podia acceptar. Aquesta dualitat el va marcar des de molt jovenet. Buñuel va trencar barreres lluitant a favor de la llibertat.
Ja amb pocs anys va conèixer la mort de prop, quan un camperol del seu poble va ser assassinat per un altre d'una ganivetada. Ell se les va enginyar per infiltrar-se en l'autòpsia. Prèviament, havia vist com les aus rapinyaires devoraven un ruc mort i, així, quan va tenir l'ocasió, va comprar un ruc mort per poder veure repetida l'escena: era com si gaudís veient com els voltors li arrencaven els ulls i es menjaven el ruc, estripant la seva carn.
Li agradava reflectir la visió pessimista i cruel de la vida. Així ho va fer a Las Hurdes, Tierra sin pan, a Los olvidados... No obstant això, ell era pacífic i sempre va estar obsessionat amb la seva pròpia mort. La seva germana Conchita solia recordar que de petita havia acompanyat el seu germà Luis a visitar cementiris i s'estirava a les taules de les autòpsies. A Luis li agradava anar als enterraments del seu poble. Així, l'enterrament que succeeix a Abismos de pasión era, segons va confessar ell mateix, un reflex dels records de la seva joventut.
La visió de Buñuel xocava amb la realitat. Tenia molt present la possibilitat de la destrucció de la Terra, pensava en les guerres, la bomba atòmica... Afirmava que ni la llibertat ni la justícia existien. El fantasma de la llibertat reflecteix el seu pensament. Era tendre, piadós, de vida ordenada. Va tenir una vida folgada i una infància feliç, però la seva consciència el portava a pensar en el que ell anomenava l'edat mitjana (els principis del segle XX i les seves misèries), és a dir, les injustícies, que va reflectir en Abismos de passión, Nazarín, Él, La muerte en el jardín i La joven.
Va viure els anys de repressió sexual, va voler fer una pel·lícula pornogràfica, però en va desistir. Va anar a orgies i bordells, però es va mantenir sempre fidel a la seva dona. El tema del sexe va ser tractat en moltes de les seves pel·lícules: La joven, Este oscuro objeto del deseo... però a casa va ser un purità que no permetia dir paraulotes. L'actriu mexicana Lilia Prado esmentà en la revista Somos que durant el rodatge de Abismos de pasión (1953), a l'hora de dinar va entrar al menjador en vestit de bany i una bata transparent. Furiós, va anar cap a ella i es va enfadar molt. Era com un beat, odiava dir o escoltar una mala paraula, i la gent pensava el contrari. Fins i tot estava en contra del llibertinatge. "Vostè és una noia de bona família -em va dir-, no ha d'entrar al menjador així". Era ingenu, net, tímid i sanot. Representava una contradicció pel seu cinema surrealista i com a ésser humà, un home molt net, molt ingenu. "A casa seva actuava amb tirania" -com diuen els seus fills i la seva dona-, però "era un gran home", assegurava l'heroïna de Subida al cielo i La ilusión viaja en tranvía. Va ser profundament gelós, no permetia ni una mirada cap a la seva dona. No li va agradar mai l'ordre establert. Ja de petit va ser rebel -es va resistir a portar l'uniforme a l'escola-, però, al mateix temps, com ja hem dit, va portar una vida molt ordenada. No li agradava la religió ni l'exèrcit, però sempre va parlar bé de la seva estada amb els jesuïtes i del servei militar.
Era, en certa manera, un anarquista, però a casa es respirava disciplina, no permetia a les dones assistir a les reunions d'homes. El llibre de memòries de Jeanne Rucar es diu Memòries d'una dona sense piano perquè Buñuel, sense preguntar res a ningú, va regalar el piano de la seva dona a un amic que li va portar tres ampolles de vi.
No va ser nacionalista, però enyorava Espanya i la terra de la seva infància. Es va nacionalitzar mexicà per pragmatisme; ja havia estat a punt de nacionalitzar nord-americà uns anys abans. No li agradava viatjar, però gaudia en visitar els llocs que li portaven bons records. No volia anar per Hispanoamèrica i es va quedar a viure a Mèxic. Una senyora que va ser veïna seva en la Colonia del Valle de la ciudat de Mèxico va comentar que Buñuel no va oblidar mai les seves arrels: per Setmana Santa el veia només pel jardí de casa fent redoblaments amb un tambor i fent voltes i voltes.
Luis Buñuel provenia d'una família burgesa i molt religiosa. Va estudiar i va viure la disciplina de la religió, però es podria argumentar que part del seu treball té com a meta, entre altres objectius, canviar la societat en què vivim, que es basa en la religió, la família i l'ordre establert, i que imposa una moral i un comportament social de la qual ni tan sols la burgesia que sustenta el poder és lliure. Va voler que totes les seves obres fossin cremades i així tenir descans i dignitat de zero.
Si sempre li havia obsessionat la mort, en els últims cinc anys de la seva vida, sord, amb poca vista, amb diverses operacions, va deixar de veure cinema i televisió, i amb prou feines agafava un llibre, amb excepció de La vieilliesse (La vellesa), de Simone de Beauvoir, que llegia i rellegia. Pensava en la seva mort i en la fi del món, feia broma amb els altres sobre la seva vellesa. Amb ajuda del seu amic Jean-Claude Carrière, que durant més de divuit anys va recopilar material d'entrevistes i converses en els descansos de les filmacions, va escriure Mon dernier soupir (El meu últim sospir). Ja el títol reflectia l'obsessió que tenia en els últims moments de la seva vida. No els volia donar importància, però hi pensava molt. Com que era ateu, pensava reunir el dia de la seva mort tots els seus amics ateus i confessar-los. Per a ell, ser bromista era una manera de demostrar que estava en contra de l'ordre. Aquest llibre de memòries inspirà la pel·lícula documental dirigida per Javier Espada i Gaizka Urresti titulada El último guión, que protagonitzen Jean-Claude Carrière i Juan Luis Buñuel, recorrent els llocs on va transcórrer la seva vida: Calanda, Saragossa, Madrid, Toledo, París, Nova York, Los Angeles i Mèxic.

## Primeres pel·lícules
Conegué el cinema molt jove, quan encara era un espectacle de fira. Durant tota la seva infància va veure moltes pel·lícules (la seva cosina tenia accés des de la cuina a la pantalla d'un dels primers cinemes de Saragossa). Als 13 anys, al retorn d'un dels habituals viatges a París dels seus pares, li regalaren un teatre amb personatges de cartró; amb aquell teatre ell oferia representacions, que preparava durant setmanes, als joves del seu poble.
Durant la seva estada a Madrid solia veure cinema; però no va ser fins que s'establí a París quan comença a veure'n intensivament: habitualment tres pel·lícules al dia, una al matí (generalment projeccions privades, gràcies a un passi de premsa), una altra al capvespre a un cinema de barri i després una altra, al mateix temps que col·laborava com a crític en diverses publicacions, entre elles Cahiers d'Art de París. Seria col·laborador habitual de nombroses publicacions de cinema i art: Alfar, L'amic de les Arts, Helix, Horizonte, La gaceta literaria, etc. Després de dirigir la posada en escena d'El retablo de Maese Pedro den Manuel de Falla a Amsterdam (26 d'abril de 1926) i de veure la pel·lícula Las tres luces d'en Fritz Lang es va veure tan interessat en el cinema que es va inscriure a l'acadèmia d'actors que havia fundat el conegut director francès Jean Epstein. Algunes setmanes després es va presentar al mateix Jean Epstein durant el rodatge de la pel·lícula muda Mauprat i es va oferir a treballar en el que fos, fins i tot gratis, només per aprendre tot el que pogués del cinema. Per la seva següent pel·lícula, La caída de la casa Usher, en Jean Epsein l'agafà com segon ajudant, feina que deixaria per poder actuar a un petit paper de contrabandista a la pel·lícula Albatros amb Raquel Meller.
També col·laborà a La sirène des tropiques amb Josephine Baker. En aquesta època aprengué els oficis de la cinematografia i conegué bons professionals i actors que després col·laborarien amb ell, a Un chien andalou i L'Âge d'Or (La edad de oro).

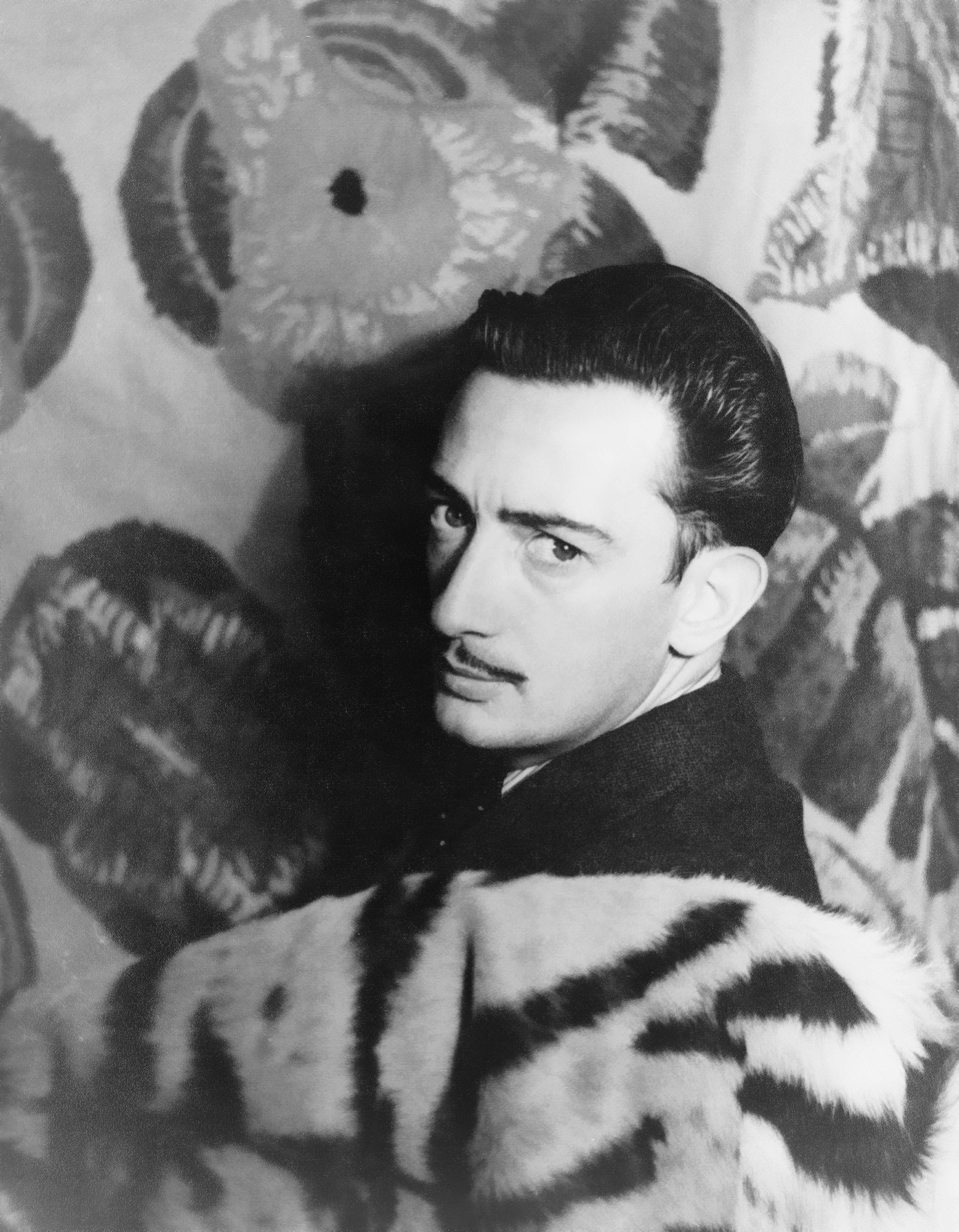
Salvador Dalí (1939).

 Al començament, la seva mare li finançà els seus viatges i estades a l'estranger i les primeres pel·lícules.
En Luis Buñuel realitzaria la major part de la seva obra a Mèxic i França. El 1930 anà a Hollywood contractat per la Metro-Goldwyn-Mayer com a "observador", i allà conegué en Charles Chaplin i en Sergei Eisenstein. El 1933, finançat pel seu amic Ramón Acín Aquilué, dirigeix i filma Las Hurdes, tierra sin pan, un documental sobre las Hurdes, que va ser prohibit pel govern de la República, la qual cosa li suposà un gran desengany.
Acabat de casar, acceptà una feina de director de doblatge a Madrid amb la Warner Brothers. El 1935 amb ajuda de capital familiar va fundar junt amb en Ricardo Urgoiti, la productora Filmófono, que competiria amb Cifesa, dels germans Casanova, principal productora espanyola dels anys trenta (Nobleza Baturra), i produí entre altres Don Quintín el amargao i La hija de Juan Simón.

## Guerra Civil-Els Estats Units
L'aixecament del general Franco el sorprengué a Madrid. Així com en Salvador Dalí s'alineà amb en Franco i simpatitzà amb el Bloque Nacional, en Luis Buñuel sempre es va mantenir fidel a la democràcia de la República; ell que sempre desitjava sublevar-se contra l'ordre establert, va veure que durant els tres primers mesos de guerra Madrid no era més que una ciutat sense ordre i amb aquesta situació tan confusa no se sentia a gust.
Diferenciava les persones de les seves idees. Amb la seva influència aconseguí que alliberessin Sáenz de Heredia, amb el qual havien fet feina junts a Filmófono, cosí de José Antonio Primo de Rivera, fundador de la Falange. Era conegut que Sáenz de Heredia, que més endavant realitzà la pel·lícula propagandística Franco, ese hombre simpatitzava amb el general Franco. Anys després Luis Buñuel i Sáenz de Heredia es trobaren al Festival de Canes i junts recordaren el passat.
El setembre de 1936 va partir de Madrid amb un tren de càrrega cap a Ginebra, via Barcelona. Ja no tornaria a Espanya fins al 1960. A Ginebra s'entrevistà amb Álvarez del Vayo, aleshores Ministre d'Assumptes Exteriors de la Segona República Espanyola a l'exili, que l'havia citat. El ministre el va enviar a París com a home de confiança de Luis Araquistáin, ambaixador a França, en diferents missions, principalment d'intel·ligència, i arribà a fer algun viatge d'incògnit a Espanya. Col·laborà amb la II República tant com pogué. Fins i tot se'l va veure a Baiona llançant fulls volants amb globus que volaven a través de la frontera. El 16 de setembre de 1938 visità Hollywood per segona vegada, encarregat pel govern republicà espanyol (des de l'exili) de supervisar (com a conseller tècnic i històric) dues pel·lícules sobre la Guerra Civil espanyola. Els seus amics Charles Noailles i Rafael Sánchez Ventura l'ajudaren en les despeses del viatge.
El 1941, quan començava Cargo of innocents, l'Associació General de Productors dels EUA prohibí les pel·lícules en contra de Franco, i així es va acabar el projecte.
Sense feina i amb pocs doblers acceptà dirigir la selecció de pel·lícules antinazis que li oferia el Museu d'Art Modern (MOMA) de Nova York. La seva dona i els seus fills es reuniren amb ell. El 1943 l'acomiadaren quan es publicà La vida secreta de Salvador Dalí, on el pintor qualificava Luis Buñuel d'ateu i home d'esquerres. Un periodista del Motion Pictures Herald l'atacà en un article que advertia de la perillositat que implicava la presència d'aquest espanyol en un museu tan prestigiós. Buñuel es reuní amb Salvador Dalí a Nova York per demanar-li explicacions i aquesta entrevista va ser el principi de la seva ruptura. Tornà a Hollywood i va començar a treballar a la Warner Brothers com a cap de doblatge (chief editor) de versions en castellà per Amèrica del Sud. Acabada la col·laboració amb la Warner el 1946, es quedà a Los Angeles cercant feina dins el món del cinema mentre esperava que li concedissin la nacionalitat nord-americana que havia sol·licitat.

## Etapa mexicana
Mentre Luis Buñuel vivia dels estalvis de l'any anterior, en un sopar a cal cineasta francès René Clair es va trobar amb Denise Tual, la vídua de l'actor rus Pierre Batcheff (Piótr Bachev), que havia estat el ciclista d'Un chien andalou.
Denise, que s'havia casat amb el productor francès Ronald Tual, li oferí feina en el nou projecte que preparava, la producció a França d'una versió de La casa de Bernarda Alba, per la qual volia comprar-ne els drets a Federico García Lorca amb ell mateix com a director. Denise, que havia anat a Los Angeles per conèixer millor la indústria estatunidenca del cinema, tenia intenció de realitzar la nova pel·lícula entre París i Mèxic, de manera que va aprofitar el camí de tornada a París per fer escala a Mèxic i concretar alguns assumptes amb el productor francès, d'origen rus, exiliat a Mèxic Óscar Dacingers exiliat en aquest país. Un cop allà van saber que els drets de l'obra havien estat venuts a una altra productora que havia licitat més alt.
Truncat el projecte, Luis Buñuel va tenir la sort que Dacingers li oferís un altre treball: dirigir Gran Casino, una pel·lícula comercial amb el conegut cantant mexicà Jorge Negrete i la primera figura argentina Llibertat Lamarque. Buñuel va acceptar i, un cop arreglats tots els papers de residència i instal·lat amb la seva dona i els seus fills, va ingressar en la indústria mexicana de cinema. Aquesta primera pel·lícula de la seva nova etapa va constituir un rotund fracaso i durant els tres següents anys es va veure obligat a mantenir-se de diners que li enviava la seva mare tots els mesos.
El 1949, a punt d'abandonar el cinema, Dacingers li va demanar que es fes càrrec de la direcció d'El gran calavera, ja que Fernando Soler no podia ser alhora director i protagonista. L'èxit d'aquesta pel·lícula i la concessió de la nacionalitat mexicana van animar a Buñuel a plantejar a Dacingers un nou projecte més d'acord amb els seus desitjos com a cineasta, proposant-, sota el títol 'El meu huerfanito, cap !, un argument sobre les aventures d'un jove venedor de loteria. A aquesta oferta va seguir una millor resposta per part de Dacingers, la realització d'una història sobre els nens pobres mexicans.
Així, el 1950 Buñuel va realitzar Los olvidados, pel·lícula amb forts vincles amb Las Hurdes, tierra sin pan, i que en un primer moment no va agradar als mexicans ultranacionalistes (Jorge Negrete el primer), ja que retratava la realitat de pobresa i misèria suburbana que la cultura dominant no volia reconèixer. No obstant això, el premi al millor director que li va atorgar al Festival de Cannes de 1951 va suposar el reconeixement internacional de la pel·lícula, i el redescobriment de Luis Buñuel, i la rehabilitació del cineasta per part de la societat mexicana. Actualment, Los olvidados és una de les tres úniques pel·lícules reconegudes per la Unesco com Memòria del Món.
El 1951 va filmar Susana i Él; aquesta última va constituir un fracàs comercial però seria valorada en els anys següents. El 1952 va sortir de Ciutat de Mèxic per filmar Subida al cielo, cinta simple on un somni del protagonista dona el toc surrealista de Buñuel i que li va valer anar novament a Cannes. Aquest mateix any va filmar Robinson Crusoe, primera pel·lícula que es va rodar en Eastmancolor (tots els dies s'enviaven les còpies a Califòrnia per comprovar els resultats), i, juntament amb La jove, que va dirigir el 1960, una de les dues úniques pel·lícules que va rodar en anglès i amb coproducció nord-americana. El 1953 va dirigir La ilusión viaja en tranvía, una de les pel·lícules considerades "menors" però que per la seva frescor i senzillesa, i recolzada per escriptors com José Revueltas i Juan de la Cabada, sobreviu al pas dels anys.
El 1954 va dirigir El río y la muerte i és elegit membre de jurat de Festival Internacional de Cinema de Cannes. El 1955, any en què va filmar Cela s'appelle l'aurore a França (el que li brinda l'oportunitat de visitar la seva mare a Pau), fidel a les seves idees, va signar un manifest en contra de la arma nuclear nord-americana, el que, unit al seu suport a la revista antifeixista Espanya Lliure (posicionada en contra d'EE. UU.), va suposar la seva inclusió a la llista negra nord-americana fins a 1975. a partir d'aquest moment, cada vegada que passaven per EE. UU., tant ell com el seu família eren interrogats. No obstant això, Buñuel va dir que EE. UU. Era la terra més bella que havia conocido. Quan algú li preguntava si era comunista sempre contestava que era un espanyol republicà.
Després Ensayo de un crimen (1955), va realitzar La muerte en el jardín (1956), amb guió de Luis Alcoriza i Raymond Queneau, que adaptava la novel·la homònima de Lacour. The National Film Theatre of London va realitzar una retrospectiva de la seva obra. Nazarín (1958), Premi Internacional de al Festival de Cannes de 1959, és la primera de les tres pel·lícules que realitzaria amb l'actor Paco Rabal. Aquest mateix any va rodar La fièvre monte a El Pao, cinema de compromís polític i social. El 1960 va dirigir per última vegada una obra teatral, Don Juan Tenorio, a Mèxic, i va realitzar i va estrenar en EE. UU. La joven.
Va ser guanyador de el Premi Nacional de Belles Arts, atorgat pel Govern de Mèxic en 1977.
El 1962 va rodar El ángel exterminador, una de les seves pel·lícules més importants i personals, en la qual al·ludia a diverses bromes privades de la seva època de la Residència d'Estudiants i de el període surrealista transcorregut a França.
Durant aquesta etapa, a Buñuel i Jean-Claude Carrière els van oferir adaptar la novel·la de Malcolm Lowry Sota el volcà en dues ocasions. No obstant això, en totes dues el cineasta i el guionista van rebutjar l'oferta després de llegir la novel·la i "no trobar una pel·lícula darrere d'el llibre" .

## Etapa francesa
Ja en la seva etapa mexicana, Buñuel havia rodat unes quantes pel·lícules de producció francesa després de les elogioses crítiques europees d'Ensayo de un crimen, Cela s'appelle l'aurore (Así es la aurora) o La muerte en el jardín, però la seva veritable tornada a la cinematografia francesa es va produir el 1963 amb Le journal d'une femme de chambre (El dia a dia d'una cambrera), adaptació de la novel·la d'Octave Mirbeau. Així comença la seva cooperació amb el productor Serge Silberman i el guionista Jean Claude Carrière.
El 1964 va filmar la seva última pel·lícula mexicana, Simón del desierto, que no va acabar com estava projectada per falta de pressupost. Així i tot, l'any 1965 va obtenir el Lleó de Plata de la Mostra de Venècia, any en què, al costat de Carrière, preparà les adaptacions d'El monge i Là-bas.
El 1966 Dalí li telegrafià des de Figueres oferint-li preparar la segona part d'Un chien andalou. Aquest mateix any es va estrenar Belle de jour, que va obtenir el 1967 el Lleó d'Or a la Mostra de Venècia. Aquesta pel·lícula tingué a França un extraordinari èxit de públic i a partir de llavors les estrenes de Buñuel es van convertir en grans esdeveniments culturals, cosa que va motivar que Silberman li concedís completa llibertat creativa i els recursos suficients per a la producció dels seus films, fet que caracteritzà l'etapa final de la seva obra. El 1969 la Mostra de Venècia li va atorgar el Gran Premi d'Homenatge pel conjunt de la seva obra.
El 1970 va tornar a Espanya per rodar, aquest cop en règim de coproducció, Tristana, protagonitzada per Catherine Deneuve, que ja havia protagonitzat Belle de jour.
El 1972 es va convertir en el primer director espanyol que va aconseguir l'Òscar a la millor pel·lícula de parla no anglesa, per Le charme discret de la bourgeoisie, (El discret encant de la burgesia), pel·lícula que s'havia de rodar a Espanya, la qual cosa va resultar impossible a causa de la censura. Aquesta pel·lícula, juntament amb La Via Làctia (1968), i Le Fantôme de la Liberté, (El fantasma de la llibertat), (1974), conformen una espècie de trilogia que ataca els fonaments del cinema de narrativa convencional i el concepte causa-conseqüència, advocant per l'exposició de l'atzar com a motor de la conducta i del món. Aquest mateix any de 1972 va visitar Los Angeles, on vivia el seu fill Rafael, i George Cukor va oferir a casa seva un sopar en honor de Buñuel al qual van anar, a més del seu fill Rafael i de Carrière, importants cineastes com Alfred Hitchcock, Billy Wilder, G. Stevens, William Wyler, R. Mulligan, Robert Wise o Rouben Mamoulian.
El 1977 Buñuel va posar el colofó a la seva obra amb Cet obscur objet du désir (Aquest fosc objecte del desig), que va rebre el premi especial del Festival de Cinema de Sant Sebastià. En la pel·lícula, que revisa temes tractats anteriorment a Viridiana o Tristana, Carole Bouquet i Ángela Molina interpreten conjuntament el personatge femení que fa la rèplica a Fernando Rey.
El 1980 va realitzar el seu últim viatge a Espanya per ser operat de pròstata. El 1981, 50 anys després d'haver estat prohibida, es va reestrenar a París L'Âge d'Or. Agustín Sánchez Vidal va publicar la seva obra literària, el Centre Georges Pompidou de París va organitzar un homenatge en el seu honor i Un chien andalou es va projectar en una pantalla col·locada al sostre d'aquest centre cultural.
El 1982 va publicar les seves memòries, escrites en col·laboració amb Carrière, titulades Mi último suspiro.

## Mort

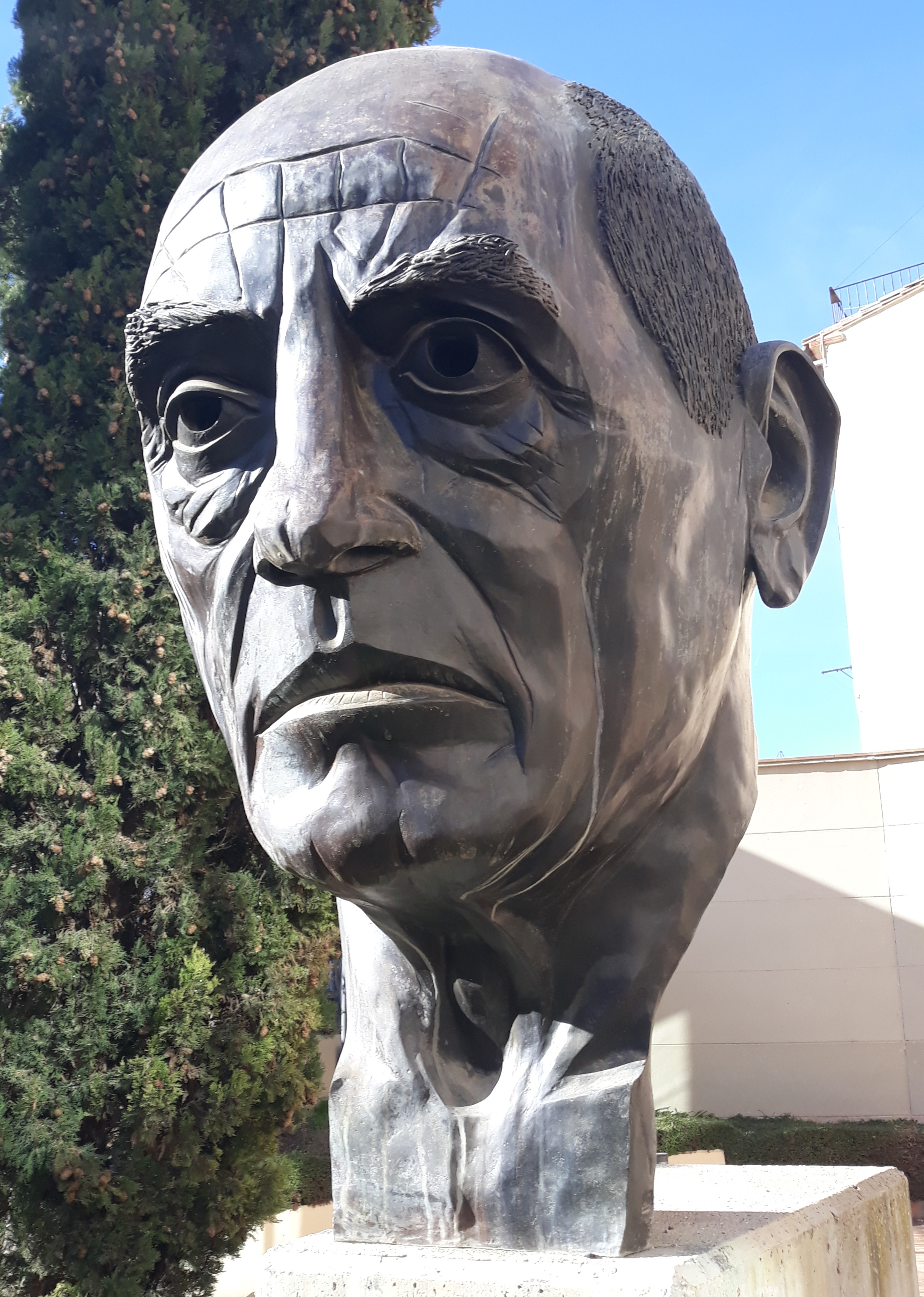
Bust de l'artista al Centre Buñuel de Calanda

Luis Buñuel va morir a Ciutat de Mèxic el dia 29 de juliol de 1983 de matinada, a causa d'una insuficiència cardíaca, hepàtica i renal provocada per un càncer. Les seves últimes paraules van ser per a la seva dona Jeanne: "Ara sí que moro". Aquest mateix any havia estat nomenat Doctor Honoris Causa per la Universitat de Saragossa. Es va mantenir fidel a la seva ideologia fins al final: no hi va haver cap cerimònia de comiat, El 1997, les seves cendres van ser escampades en el mont Tolocha, situat al seu poble natal, Calanda. [5]

## Luis Buñuel i la importància del còctel en el procés creatiu
En la seva obra autobiogràfica Mi último suspiro, Buñuel destaca la importància que el còctel va tenir en el seu procés creatiu. Amb tot, cal indicar que no es tracta ni d'una apologia de l'alcohol, ni d'una manera de camuflar hàbits etílics, ja que el director no tenia cap mena de dependència. No obstant això, convé subratllar aquest aspecte en la vida i obra de l'artista, perquè reflecteix una forma d'entendre la vida i una inclinació a costums propis de les grans urbs contemporànies, cosa que, sens dubte, fou important en la seva feina. El còctel favorit de Luis Buñuel era del Dry Martini i fins i tot va crear un còctel de collita pròpia que va anomenar "Buñueloni".

## Filmografia

### Com a director
Entre 1929 i 1977 dirigí un total de 32 pel·lícules. A més, el 1930 rodà Menjant garotes, una pel·lícula muda de quatre minuts amb la família Dalí com a protagonista.
- Un chien andalou (1929).
- Menjant garotes (1930)[4]
- L'âge d'or (L'edat d'or), (1930).
- Las Hurdes, tierra sin pan (1933).
- Gran Casino (1947).
- El gran calavera (1949).
- Los olvidados (1950).
- Susana o (Demonio y carne), (1951).
- Una mujer sin amor (1952).
- Subida al cielo (1952).
- El bruto (1953).
- Él (1953).
- La ilusión viaja en tranvía (1954).
- Abismos de pasión (1954).
- Robinson Crusoe (pel·lícula) (realitzada el 1952 i registrada el 1954).
- Ensayo de un crimen o La vida criminal de Archibaldo de la Cruz (1955).
- El río y la muerte (1954-1955).
- Cela s'appelle l'aurore (D'això s'en diu l'aurora, en castellà: Así es la aurora) (1956).
- La muerte en el jardín (1956).
- Nazarín (1958-1959).
- La fièvre monte a El Pao (La febre puja a El Pao) (1959).
- La joven (1960).
- Viridiana (1961).
- El ángel exterminador (1962).
- Le journal d'une femme de chambre (El diari d'una cambrera) (1964).
- Simón del desierto (1964-1965).
- Belle de jour (Bella de dia) (1966-1967).
- La Via Làctia (1969).
- Tristana (1970).
- Le charme discret de la bourgeoisie, (El discret encant de la burgesia) (1972).
- Le fantôme de la liberté (1974).
- Cet obscur objet du désir (Aquest obscur objecte del desig) (1977).

A banda de les pel·lícules que va fer com a director o actor, o en les quals col·laborà d'alguna manera, també hi hagué una sèrie de projectes que no pogué dur a terme.

### Com a assistent de direcció
- Mauprat (Jean Epstein, 1926).
- La sirène des tropiques (Mario Nalpas i Henri Étiévant, 1927).
- La chute de la maison Usher (La caiguda de la casa Usher) (Jean Epstein, 1928), basada en un conte d'Edgar Allan Poe.

### Com a productor o supervisor
- Un chien andalou (1929).
- Don Quintín el Amargao (Lluís Marquina, 1935).
- La hija de Juan Simón (José Luis Sáenz de Heredia, 1935).
- Quién me quiere a mí (José Luis Sáenz de Heredia, 1936).
- ¡Centinela, alerta! (Jean Grémillon, 1936).
- España leal en armas (Jean-Paul Le Chanois, 1937). Documental propagandístic conegut també com a España 1936 o Madrid 1936.

### Com a guionista en altres pel·lícules
- Si usted no puede, yo sí (Julián Soler, 1950). Guió de Janet Alcoriza basat en un argumento de Buñuel i Luis Alcoriza.
- Le Moine (Ado Kyrou, 1965). Guió de Buñuel i Jean-Claude Carrière.
- La novia de medianoche (Antonio F. Simón, 1997). Guió de Buñuel i José Rubia Barcia, adaptat per Lino Braxe.

### Com a actor
- Mauprat (Jean Epstein, (1926).
- Carmen (Jacques Feyder, 1926).
- Albatros (1927).
- Un chien andalou (1929).
- La fruta amarga (Arthur Gregor, 1931).
- La hija de Juan Simón (José Luis Sáenz de Heredia, 1935).
- Llanto por un bandido (Carlos Saura, 1964).[6]
- En este pueblo no hay ladrones (Alberto Isaac, 1964).
- Belle de jour (1967)
- La chute d'un corps (La caiguda d'un cos) (Michel Polac, 1973).
- El fantasma de la libertad (1974).